# Láska, svatba, manželství
Láska, svatba, manželství je americká filmová komedie z roku 2011 od režiséra Dermota Mulroney. Film měl v USA premiéru 3. června 2011. 

## Obsazení
| Mandy Mooreová   | Eva     |
| Kellan Lutz      | Charlie |
| Jessica Szohrová | Shleby  |
| Richard Reid     | Ian     |
| Michael Weston   | Gerber  |